# Цобельтиц, Федор фон
Федор Карл Мария фон Цобельтиц (нем. Fedor Karl Maria Hermann August von Zobeltitz; 5 октября 1857, Шпигельберг — 10 февраля 1934, Берлин) — германский писатель

, драматург и журналист, библиофил. Младший брат писателя Ханса фон Цобельтица.

## Биография
Происходил из дворянской саксонской семьи рода из Ноймарка. С 11 лет учился в кадетских школах Плёна и Берлина, в 16-летнем возрасте поступил добровольцем на службу в кавалерию, где вскоре получил звание фендрика и командовал отрядом уланов. В 1880 году демобилизовался и вернулся домой, после чего несколько лет управлял отцовским имением в Шпигельберге и тогда же начал писать статьи для ряда немецких изданий. 
В 1882 году переехал в Берлин и стал жить литературным и журналистским трудом, был редактором Deutschen Familienblattes и главным редактором Illustrierten Frauenzeitung. Вскоре приобрёл репутацию известного романиста и драматурга, букиниста и знатока редких старых книг. В 1888 году стал основателем Берлинского литературного общества. С 1893 года большую часть времени проводил в Шпигельберге, живя в Берлине лишь в зимние месяцы. Совершил несколько длительных путешествий по Европе, также бывал в Азии и Африке. В 1899 году основал в Веймаре Общество книголюбов и с 1897 года редактировал печатное издание Zeitschrift für Bücherfreunde. В начале XX века организовывал вечера встреч для книголюбов в Берлине и Лейпциге. Принял участие в бельгийской кампании Первой мировой войны. Незадолго до смерти написал автобиографию.
Наиболее известные произведения: «Die Pflicht gegen sich selbst» (1892), «Der gemordete Wald», «Aus tiefem Schacht», «Besser Herr als Knecht», из драм — «Ohne Geläut», «Pas eigene Brut», «Neue Waffen», из рассказов — «Fähnrichsgeschichten», «Märkischer Sand» «Ich als Modell», «Der kleine Pastor» (1894).